# サイ科学
サイ科学（サイかがく）は、サイ現象を中心とした超常現象一般の科学的ないし科学的と称する研究のことで、広い意味での超心理学に相当するが、対象とする範囲はさらに広い。科学的な態度を装っているが、実質的にはオカルトである。
英文では Psi Science と表記するが、日本サイ科学会名誉会長であった電気通信大学名誉教授、関英男博士が提唱したものである。